# Circus (píseň)
Circus druhý singl z alba Circus americké zpěvačky Britney Spears. Klip se dostal do televizních stanic v lednu.

## Informace
Britney Spears za klip Circus málem šla k soudu. Prý týrala slony, kteří se v jejím klipu objevili. Britney zapírá, že by se slony dělala pokusy a popírají to i majitelé slonů. Zároveň v tomto klipu dělá reklamu na svou novou vůni Hidden Fantasy.

## Videoklip
Vše začíná pohledem na Britney, která se voní u zrcadla. Poté si připíná náušnice. Vezme si na sebe černý kabát a jde do uličky, která je mezi stany. V uličce na ni čekají tanečníci. Poté s nimi tancuje. V příštím okamžiku je Britney oblečená do sukně a vyzývavého korzetu. Opět tančí. Můžeme tam uvidět i dva lvy a slona. Klip končí pohledem na Britney.

## Umístění ve světě
Song Circus si v hitparádách nevedl špatně. Průměrné umístění bylo na 18. místě. Za tento klip získala Britney cenu na Mtv Australia za nejlepší pohyby.
| Hitparáda         | Umístění |
| ----------------- | -------- |
| Kanada            | 2        |
| USA               | 1        |
| Austrálie         | 6        |
| Norsko            | 15       |
| Japonsko          | 38       |
| Itálie            | 7        |
| Nový Zéland       | 4        |
| Belgie            | 37       |
| Billboard Hot 100 | 1        |
| Billboard Pop 100 | 4        |